# Michał Krawczyk (lekkoatleta)
Michał Krawczyk (ur. 8 września 1992) – polski lekkoatleta specjalizujący się w wielobojach. 

## Kariera  sportowa
Stawał na podium mistrzostw Polski seniorów zdobywając dwa srebrne medale (Kraków 2015, Warszawa 2016) oraz jeden brązowy (Kraków 2017). Medalista halowych mistrzostw Polski seniorów ma w dorobku złoto (Toruń 2016), srebro (Spała 2015) oraz brąz (Toruń 2017). 
Zdobywał medale mistrzostw Polski w kategoriach juniorów, młodzieżowców oraz seniorów. Reprezentant Polski w pucharze Europy w wielobojach.
Rekordy życiowe: dziesięciobój (stadion) – 7091 pkt. (5 lipca 2015, Inowrocław); siedmiobój (hala) – 5292 pkt. (19 lutego 2017, Toruń).